# Ole Jakob Solbu
Ole Jakob Solbu (* 19. August 2003) ist ein norwegischer Mittelstreckenläufer, der sich auf den 800-Meter-Lauf spezialisiert hat.

## Sportliche Laufbahn
Erste internationale Erfahrungen sammelte Ole Jakob Solbu im Jahr 2021, als er bei den U20-Europameisterschaften in Tallinn in 1:48,68 min den vierten Platz über 800 Meter belegte. Im Jahr darauf schied er bei den U20-Weltmeisterschaften in Cali mit 1:54,93 min im Halbfinale aus und 2023 kam er bei den Halleneuropameisterschaften in Istanbul mit 1:54,10 min nicht über den Vorlauf hinaus. Im Juli belegte er bei den U23-Europameisterschaften in Espoo mit 1:51,73 min den achten Platz und anschließend schied er bei den World University Games in Chengdu mit 1:48,41 min im Semifinale aus. Kurz darauf schied er bei den Weltmeisterschaften in Budapest mit 1:51,66 min in der ersten Runde aus. Im Jahr darauf erreichte er bei den Europameisterschaften in Rom das Finale und belegte dort in 1:51,33 min den achten Platz und 2025 schied er bei den U23-Europameisterschaften in Bergen mit 2:00,66 min im Vorlauf aus.
2023 wurde Solbu norwegischer Meister im 800-Meter-Lauf im Freien sowie 2023 und 2024 in der Halle.

## Persönliche Bestleistungen
- 800 Meter: 1:45,55 min, 11. Mai 2024 in Belfast
  - 800 Meter (Halle): 1:48,12 min, 12. Februar 2023 in Karlstad